# Little Missouri River (Ouachita River)
Der Little Missouri River oder im Volksmund kurz auch Little Mo ist ein Fluss, der von den Ouachita Mountains im Südwesten des US-Bundesstaates Arkansas in das umgebende wellige Hügelland fließt.
Der Fluss ist ein steiniger Bergfluss, der durch enge bewaldete Schluchten führt. Er wird charakterisiert durch zahlreiche kleinere Wasserfälle, kristallklares Wasser und turmartige Felshänge, die von Kiefern bedeckt sind.

## Lauf
Der Little Missouri fließt im Allgemeinen in nord-südlicher Richtung durch die Countys Pike, Clark und Montgomery auf der Westseite des Ouachita River. Er befindet sich dabei direkt südlich des Caddo River oberhalb von Camden, Arkansas. Der größte Zufluss ist der Antoine River.
Durch den Narrows-Staudamm wird der Fluss zum Lake Greeson gestaut. Der obere Abschnitt des Flusses bis zum Lake hat ein Gefälle von 316 Metern auf 48 Kilometer Länge (29 Meilen) oder knapp sieben Meter pro Kilometer, was ihn attraktiv für Kanusportler macht. Ein etwa sieben Kilometer langer Abschnitt ist als Wildwasser ausgewiesen. In diesem befindet sich die Winding Stair Rapid, die auf der Wildwasserschwierigkeitsskala als Stromschnellen der Klasse IV ausgewiesen sind.
Der Little Missouri ist ein gutes Angelgewässer für Regenbogenforellen, Sonnenbarsche, Schwarzbarsche andere Arten.
Abschnittsweise fließt der Little Missouri durch den Ouachita National Forest und der untere Abschnitt verläuft im Crater of Diamonds State Park. Er wird vom United States Forest Service als „Wild and Scenic River“ eingeordnet. Der Bundesstaat führt den Oberlauf als „Arkansas Natural and Scenic River“.

## Geschichte
Während des Amerikanischen Bürgerkrieges wurde am Little Missouri River etwa 15 Kilometer nördlich von Prescott an der Grenze zwischen den Countys Clark und Nevada County eine Schlacht geschlagen. Diese wird in den Nordstaaten als Schlacht am Little Missouri River bezeichnet, im Süden spricht man von der Schlacht an Elkins Fähre.